# Canredondo (kommunhuvudort)
Canredondo är en kommunhuvudort i Spanien.   Den ligger i provinsen Provincia de Guadalajara och regionen Kastilien-La Mancha, i den centrala delen av landet, 110 km öster om huvudstaden Madrid. Canredondo ligger 1 164 meter över havet och antalet invånare är 120.
Terrängen runt Canredondo är kuperad åt sydväst, men åt nordost är den platt. Canredondo ligger uppe på en höjd. Runt Canredondo är det mycket glesbefolkat, med 5 invånare per kvadratkilometer. Närmaste större samhälle är Cifuentes, 11,2 km väster om Canredondo. 